# Чирковський завод
Чирко́вський завод (рос. Чирковский завод) — селище у складі Слободського району Кіровської області, Росія. Входить до складу Ленінського сільського поселення.
Населення становить 45 осіб (2010, 66 у 2002).
Національний склад станом на 2002 рік — росіяни 91 %.